# Periyar-Nationalpark
Der Periyar-Nationalpark (Malayalam പെരിയാർ കടുവ സംരക്ഷിത പ്രദേശം IAST Priyāṟ kaṭuva saṃrakṣita pradeśaṃ) ist ein Tierschutzgebiet, Nationalpark und Tigerreservat im südindischen Bundesstaat Kerala in den Bergen der Westghats an der Grenze zu Tamil Nadu. Es liegt in den Distrikten Idukki und Pathanamthitta. Das Schutzgebiet umfasst eine Fläche von 777 km², wovon ein 350 km² großer Teil der Kernzone zum Nationalpark erklärt wurde. Häufig wird auch der Name des im Gelände liegenden Ortes Thekkady als synonyme Bezeichnung geführt. Thekkady liegt knapp 100 km Luftlinie östlich von Alappuzha, rund 110 km westlich von Madurai und knapp 120 km südöstlich von Kochi.
Innerhalb des Nationalparks liegt der 26 km² große Periyar-Stausee und der für Nationalpark und See namensgebende Fluss Periyar, der in den Westghats entspringt und nach 244 km ins Arabische Meer mündet.

## Gelände
Das Periyar-Schutzgebiet liegt mitten im Bergland der Westghats. Im Norden und Osten wird es von über 1700 Meter hohen Bergzügen begrenzt, die nach Westen hin in eine ausgedehnte, durchschnittlich 1200 Meter hohe Hochebene auslaufen. Von dieser Ebene fällt das Gelände steil zum tiefsten Punkt ab, dem 100 Meter hoch gelegenen Tal des Flusses Pamba. Die höchste Erhebung ist der 2019 Meter hohe Kottamalai.

## Klima
Die Temperaturen schwanken je nach Höhenlage zwischen 15 Grad Celsius im Dezember und Januar und 31 Grad Celsius im April und Mai. Die jährliche Niederschlagsmenge liegt zwischen 2000 und 3000 mm. Zwei Drittel des Regens fallen während des Südwestmonsuns von Juni bis September. Schwächere Niederschläge fallen auch während des Nordostmonsuns von Oktober bis Dezember. Von Mitte April bis Anfang Juni kommt es zu gelegentlichen Vormonsunschauern.

## Vegetation
Rund 75 Prozent des gesamten Schutzgebietes sind von unberührtem immergrünem oder halbimmergrünem tropischem Regenwald bedeckt. Dort finden sich typischerweise hochwachsende tropische Baumarten wie Vateria indica, Cullenia exarillata, Hopea parviflora, Canarium strictum, Artocarpus hirsutus und Bischofia javanica. Sie erreichen Höhen von 40 bis 50 Metern. Darunter wachsen mittelgroße, 15 bis 30 Meter hohe Bäume und kleinere, bis zu 15 Meter hohe Baumarten, wie zum Beispiel Thottea siliquosa. Die Bäume werden von Aufsitzerpflanzen wie Orchideen, Aronstabgewächsen, Moosen und Farnen bewuchert.
Knapp 13 Prozent bestehen aus Laubfeuchtwald, 7 Prozent aus Eukalyptuspflanzungen und 1,5 Prozent aus Grasland. Der Rest (rund 3,5 Prozent) des Schutzgebietes wird vom Periyar-Stausee sowie den Flüssen Periyar und Pamba eingenommen.
Insgesamt zählt das Reservat fast 2000 Arten von Bedecktsamern, drei Arten von Nacktsamern und 170 verschiedene Farne. Unter den Bedecktsamern sind die Familien der Süßgräser mit 168, Hülsenfrüchtler mit 155 und Orchideen mit 145 Vertretern am häufigsten.
Etwa 350 der vorkommenden Pflanzenarten können für medizinische Zwecke verwendet werden.

## Tierwelt
Säugetiere

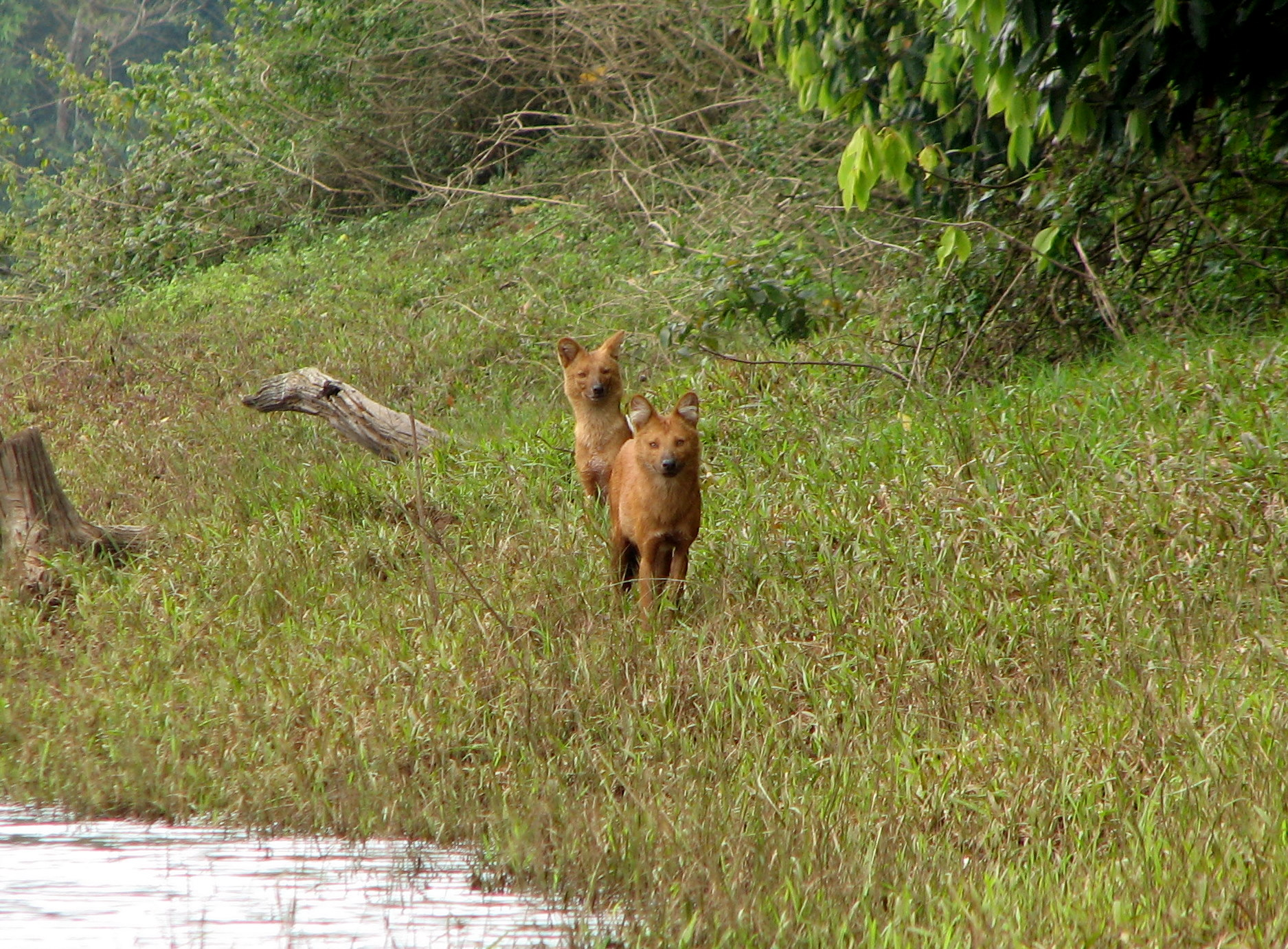
Asiatische Wildhunde im Periyar-Nationalpark

Insgesamt 62 verschiedene Säugetierarten wurden in Periyar gezählt, darunter auch eine Reihe bedrohter Arten. Die berühmteste ist wohl der Bengaltiger, von dem aber auf Grund seiner großen Reviere und seiner Vorliebe für weniger dichtbewachsene Lebensräume nur 35 bis 40 Individuen im Park leben. In Periyar leben etwa 900 bis 1000 Elefanten, Gaur, Sambars (Pferdehirsche), Nilgiri-Tahre, Mungos, Fischotter und Bartaffen. Gelegentlich streifen auch Indische Leoparden durch Periyar.
Vögel
Bisher wurden in Periyar 320 verschiedene Arten gezählt, darunter Greif-, Wasser-, Hühner-, Tauben-, Specht-, Nashorn-, Papageien- und Sperlingsvögel sowie einige andere. Am spektakulärsten ist sicher der bis zu 1,50 Meter lange, auffällig gefärbte Doppelhornvogel.
Reptilien (Kriechtiere)
Unter den 45 Reptilienarten des Naturschutzgebietes finden sich 30 Schlangen-, 13 Eidechsen- und zwei Schildkrötenarten. Zu den in Periyar lebenden Giftschlangen gehören u. a. die Königskobra und die Kettenviper. Häufig vorkommende Echsen sind Warane, Geckos und Schönechsen.
Amphibien (Lurche)
Von allen Wirbeltieren in Periyar weiß man über die vorkommenden Lurcharten am wenigsten. Es wurden 27 verschiedene Arten gezählt, von denen zehn ausschließlich in den Westghats beheimatet sind.
Fische
In den Gewässern des Tierschutzgebietes leben 38 verschiedene Fischarten, darunter vier in den Westghats endemische. Im Stausee kommen auch zwei aus anderen Regionen eingeführte Fische vor: die ursprünglich aus Afrika stammenden Tilapien sowie die zur Kolonialzeit aus Europa eingeführten Karpfen.
Wirbellose
Zum Vorkommen an Wirbellosen wurden nur wenige Untersuchungen durchgeführt. Am häufigsten sind Gliederfüßer (vor allem Insekten), Ringelwürmer und Weichtiere. Bemerkenswert ist die Vielfalt an Schmetterlingen, von denen es etwa 160 verschiedene Arten in Periyar gibt.

## Geschichte
Schon 1895 stauten die britischen Kolonialherren den Fluss Periyar zu einem 26 km² großen Stausee auf, um Gebiete im heutigen Bundesstaat Tamil Nadu bewässern zu können. Das Gebiet rund um den Stausee stellte man 1934 auf Grund seines unberührten Waldbestandes und der beachtlichen Artenvielfalt unter Naturschutz. 1950 wurde es auf die heutige Größe von 777 km² erweitert und zum Tierschutzgebiet (Periyar Wildlife Sanctuary) erklärt. Seit 1978 gehört es auch zu den mittlerweile 28 Tigerreservaten Indiens (Stand: 2004/05). Ein beträchtlicher Teil seiner Kernzone erhielt im Jahre 1982 den Status eines Nationalparks.
Das Wasser des Stausees wird sowohl von Tamil Nadu als auch von Kerala für Bewässerungszwecke und zur Stromerzeugung genutzt. Nach einem kleineren Erdbeben im Jahr 1979 führten Wasseraustritte zu Zweifeln an der Sicherheit des Damms von 1895. Zwischen den beiden Bundesstaaten kam es in der Folge zu Streitigkeiten hinsichtlich der Wasserhöhe und den Fragen nach einer Verstärkung oder einem Neubau des Damms, die bis vor das Oberste Gericht Indiens (Supreme Court of India) getragen wurden und bis heute noch nicht beigelegt sind.

## Fremden- und Pilgerverkehr

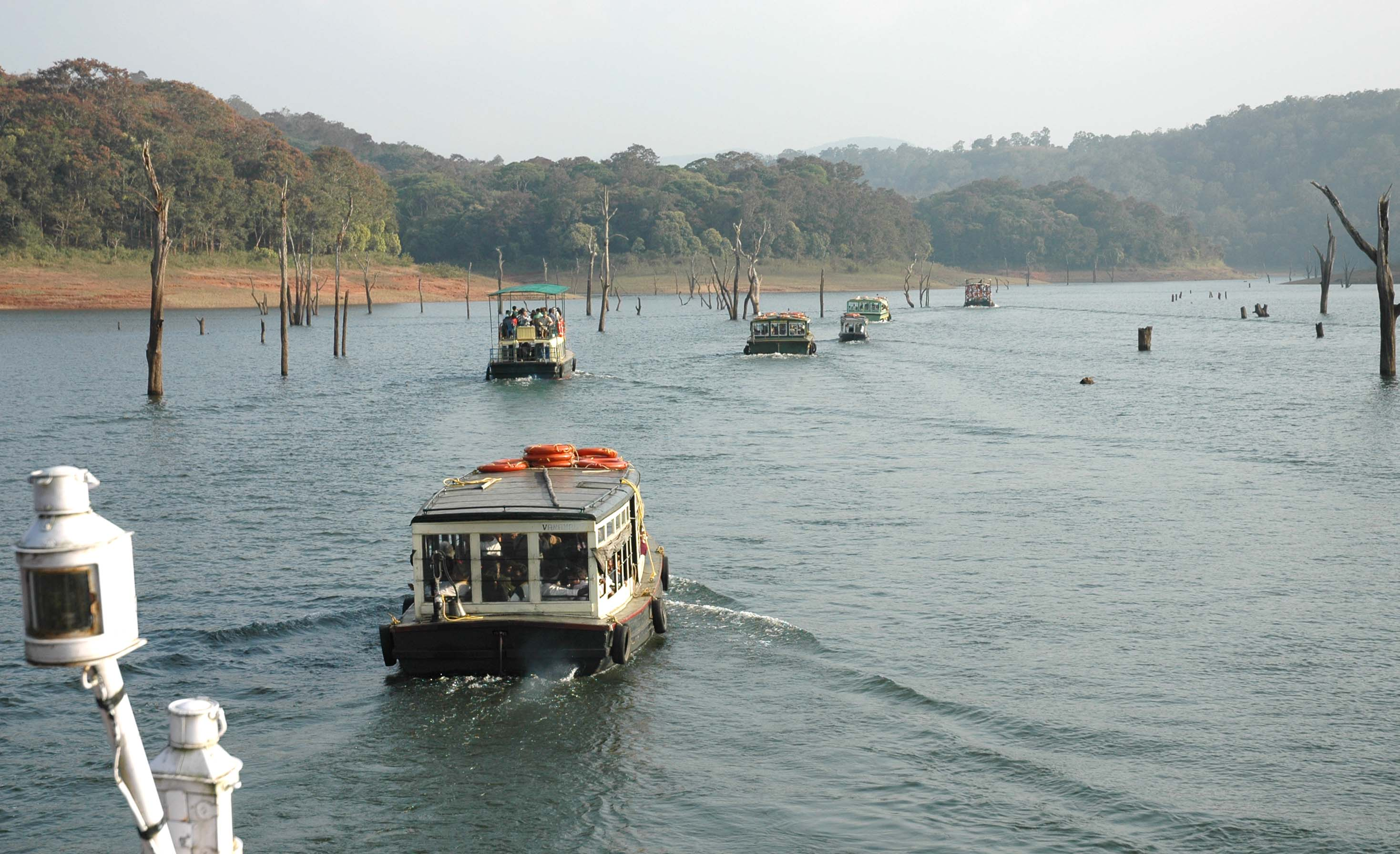
Ausflugsboote auf dem Periyar-Stausee

Im Periyar-Tierschutzgebiet wird schonender Umwelttourismus betrieben. Eine 430 km² große Kernzone, einschließlich des 350 km² großen Nationalparks, ist für Besucher nicht frei zugänglich. Unter sachkundiger Führung ehemaliger Wilderer, die heute für den Erhalt des Parks arbeiten, gibt es die Möglichkeit, Zwei- und Dreitagestouren innerhalb der Kernzone zu buchen. Maximal fünf Touristen je Tour übernachten in Zelten innerhalb eines Lagers, das durch einen tiefen Graben Schutz vor „ungebetenen Gästen“ bietet. Innerhalb der Schutzzone wurde eine 55 km² umfassende Tourismuszone eingerichtet, die im Wesentlichen das Ufer und die Ränder des Sees umfasst. Dort werden Bootsfahrten angeboten, bei denen man, besonders während der Trockenzeit, viele Tiere beobachten kann, die zur Tränke ans Seeufer kommen. Während einer solchen Fahrt ereignete sich am 1. Oktober 2009 ein Unglück, bei dem 45 Menschen ums Leben kamen – das Boot kenterte, als alle Passagiere gleichzeitig zur selben Bootsseite gingen, um eine Elefantenherde zu beobachten.
Außer Bootsfahrten sind weitere Aktivitäten wie geführte Dschungelwanderungen, Trekkingtouren oder Fahrten auf Bambusflößen im touristischen Angebot. Auf dem Gelände gibt es auch ein Museum, das über die im und um den Park lebenden Adivasi-Stämme informiert.
Im Süden der Schutzzone befindet sich der sehr bekannte hinduistische Sabarimala-Tempel, der aber nur wenige Tage im Jahr für Pilger geöffnet ist. Die jährlich rund vier Millionen Pilger führen zu einem erheblichen Müllaufkommen, das die Verwaltung des Schutzgebiets auch mit Hilfe verschiedener Maßnahmen zur Steigerung des Umweltbewusstseins der Pilger zu bewältigen versucht. Ein weiterer hinduistischer Tempel im Norden des Schutzgebiets ist Mangala Devi gewidmet, zu diesem Tempel ist der Zutritt nur nach Voranmeldung und anlässlich des Chitra-Pournami-Festivals an einem einzigen Tag im Jahr gestattet.